# István Pásztor (Radsportler)
István Pásztor (* 2. Januar 1926 in Rákospalota-Budapest; † 2. Januar 2015 in Budapest) war ein ungarischer Radsportler und späterer Radsporttrainer. Der zehnfache ungarische Landesmeister nahm an der Mannschaftsverfolgung der Olympischen Sommerspiele 1952 in Helsinki teil.

## Leben und Karriere
István Pásztor begann noch in jungen Jahren mit dem Radsport. Bei nationalen Meisterschaften erreichte Pásztor viele vordere Platzierungen, dabei unter anderem im Jahre 1949 den ersten Platz im 1000-Meter-Zeitfahren sowie jeweils den zweiten Platz in der Einer- und Mannschaftsverfolgung in seiner Heimatstadt. Auch im Jahre 1954 war er im Budapester Millenáris Velodrom in der Einerverfolgung im Einsatz, wobei der Österreicher Franz Wimmer mit einer Zeit von 5:13,1 Minuten gewann und István Pásztor Dritter wurde.
Außerdem nahm der zehnfache ungarische Landesmeister an den Olympischen Sommerspielen 1952 zusammen mit seinen Landsmännern Imre Furmen, István Lang und István Schillerwein an der Mannschaftsverfolgung teil, wobei es die Ungarn auf den zehnten Platz brachten und damit nur knapp die Qualifikation für das Viertelfinale nicht erreichten. Seine Meistertitel gewann er in der Einerverfolgung, im Mannschaftsverfolgungsfahren, im 1000-Meter-Zeitfahren und als Steher.
Des Weiteren nahm der Sportler von Honvéd Budapest an den UCI-Bahn-Weltmeisterschaften 1953 teil, wo er bei der Einerverfolgung mit einer Zeit von 5:23,6 Minuten Zehnter wurde. Weitere Platzierungen bei UCI-Bahn-Weltmeisterschaften waren mit einer Zeit von 5:17,8 Minuten der 16. Platz 1957 sowie mit einer Zeit von 5:24,0 Minuten der 22. Platz 1958.
Seine persönliche Bestzeit in der Mannschaftsverfolgung sind 4:48,20 Minuten; diesen Rekord stellte er am 5. August 1954 zusammen mit Imre Furmen, János Bascsák und István Schillerwein auf. Rund drei Jahre später brachte er es mit Richárd Bicskey, Imre Furmen und János Söre auf die verbesserte Zeit von 4:44,8 Minuten. Seine persönliche Bestleistung in der Einerverfolgung stellte Pásztor am 12. Juni 1948 noch als Vereinsangehöriger von Munkás Testedző Egyesület mit einer Zeit von 5:33,12 Minuten auf. Im Folgejahr erreichte er für Postás SE Budapest weitere Bestleistungen, ehe er ab 1950 für Honvéd Budapest aktiv war und am 16. August 1953 mit 5:12,2 Minuten seine Karrierebestleistung erreichte.

## Berufliches
Nachdem er Ende der 1950er seine Karriere als Aktiver ausklingen ließ, war er danach vorwiegend als Radsporttrainer im Einsatz und begleitete im Trainerstab den ungarischen Radsportkader bei den Olympischen Sommerspielen 1972 in München. Sein Haupttätigkeitsfeld waren dabei die Straßenfahrer, dabei vor allem das 100-Kilometer-Mannschaftszeitfahren. Danach bekleidete er noch weitere höhere Ämter. An seinem 89. Geburtstag starb Pásztor im St. Imre Lehrkrankenhaus in seiner Heimatstadt Budapest.